# The Canyons
The Canyons es una película de drama con contenidos eróticos dirigida por Paul Schrader, escrita por Bret Easton Ellis, y producida por Braxton Pope. La película está ambientada en Los Ángeles, California e incluye las actuaciones de las estrellas Lindsay Lohan, James Deen, Nolan Gerard Funk, Amanda Brooks, Tenille Houston, y Gus Van Sant. La trama se centra en la juventud, glamour, sexo y vigilancia.
La película se estrenó en los cines el 9 de agosto de 2013, pero días antes, el 2 de agosto de 2013 se puso a su disposición en todo el mundo por la plataforma VOD (video on demand).

## Trama
Christian, un joven productor de cine (James Deen), realiza películas para mantener su fondo fiduciario intacto; su novia Tara (Lindsay Lohan), actriz, le esconde un romance en el pasado con un actor. Christian se entera y decide vengarse.

## Elenco
- Lindsay Lohan como Tara.[5]
- James Deen como Christian.
- Gus Van Sant como el doctor Campbell.
- Nolan Gerard Funk como Ryan.
- Amanda Brooks como Gina.
- Tenille Houston como Cynthia.
- Jim Boeven como Jon.
- Giselle Roberts como Riley.
- Nik Tyler como Declan.
- Victor Fischbarg como Victor of Aquitaine y Randall.
- Philip Pavel como Erik.
- Lauren Schacher como Caitlin.
- Jarod Einsohn como Hoodie.

## Producción y comercialización
Durante mayo y junio la película alcanzó un total de $159.015, con una meta de $100,000 en fondos. El presupuesto de la película fue de $250.000 y al parecer a los actores se les pagaba $100 por día. El 13 de julio, se anunció que Brendan Canning sería el director de la película. El 18 de julio de 2012, un comunicado de prensa oficial de la película fue publicado en la página de Facebook de The Canyons, en el que se anunció que el director Gus Van Sant se uniría al elenco. Van Sant será un psicoterapeuta. El 24 de julio de 2012, se anunció que American Apparel suministrará la película y tenía previsto publicar logo en las camisetas basado en Easton Ellis, The Canyons y Schrader. El primer teaser fue lanzado en YouTube el 16 de junio de 2012. El 8 de octubre, un teaser con un "estilo retro" fue lanzado. IndieWire llamó a The Canyons como una de las "50 películas independientes que queremos ver en 2013 ", en enero de 2013. La película no fue aceptada por el Festival de Cine de Sundance, pero está prevista a la venta en enero de 2013 por William Morris Endeavor. También fue rechazada por SXSW, ya que tenía "problemas de calidad". Se planea un lanzamiento de teatro limitado. IFC Films estrenó la película en los cines, el 9 de agosto de 2013.

## Filmación y edición
La filmación de los seis primeros minutos de la película se inició en julio de 2012 en el bar del Chateau Marmont Hotel en Los Ángeles. El rodaje continuó en una mansión en las colinas de Malibú. El rodaje se trasladó al Century City Mall en Los Ángeles después de un intento fallido en el Promenade de Santa Mónica.
El primer corte de la película fue de 1 hora 44 minutos de largo, las primeras ediciones iniciales de la película fueron decepcionantes; se dice que Ellis, Schrader y Pope tuvieron un desacuerdo sobre el corte final de la película. Después de que Schrader le mostró a Steven Soderbergh el primer corte de la película, Soderbergh ofreció reducir el plazo de tres días. Schrader se negó, diciendo a The New York Times: "La idea de 72 horas es una broma, le tomaría 72 horas para ver todo el metraje, ¿y sabes lo que haría Soderbergh si otro director se ofreciera a cortar su película? pondría dos dedos en el medio, eso es lo que haría Soderbergh". Ellis es citado diciendo: "La película es tan lánguida. Es de una hora y 30 minutos, y parece que son tres horas de duración. Vi esto como un thriller noirish Pranky, pero Schrader la convirtió en una película de Schrader".

## Recepción

### Crítica
La película recibió una aprobación de un total de 22% del crítico Rotten Tomatoes con un puntaje de 3.8/10, basado en 52 comentarios. En Metacritic, la película recibió un puntaje de 39, basado en 23 críticas, indicando que "generalmente fueron malas críticas". Linda Barnard del sitio Toronto Star le entregó a la película 1 de 5 estrellas. La escritora del The Village Voice, Stephanie Zacharek tuvo buenas críticas para Lohan.

### Recaudación
En su primer fin de semana en algunas salas de cine de los Estados Unidos, logró recaudar unos $13.351. En las plataformas de VOD y iTunes, la película fue nombrada como "extremadamente buena". Hasta el 6 de septiembre de 2013, la película había recaudado un total de $51.135. Finalmente, hasta 2014, recaudó un total de $56.825 en los Estados Unidos, mientras que a nivel mundial un total de $265,670.

### Premios
La película obtuvo cuatro nominaciones en el Melbourne Underground Film Festival, obteniendo los cuatro galadornes, entre ellos, Mejor actriz femenina por Lindsay Lohan y Mejor película extranjera. Lohan también obtuvo una nominación a los Premios Razzie como peor actriz, pero "perdió" el galardón frente a Tyler Perry (travestido) por A Madea Christmas.

## Banda sonora
La banda sonora para la película fue lanzada a través de Amazon el 30 de julio de 2013.. Se encuentra producido por Brendan Canning w/ Me&John e incorpora canciones de Gold Zebra, A Place to Bury Strangers, y the Dum Dum Girls.

### Listado de canciones
1. Canyons Theme
2. Without The Night (con Adaline)
3. No More Sympathy (con Rob James)
4. Back Home To Michigan
5. Son Of Perdition
6. Teil Cock
7. Love, French, Better (de Gold Zebra)
8. Soon To Be
9. Fear (de A Place To Bury Strangers)
10. This Isn't Good For You
11. Driving Sines
12. Goddamn So High (con Adaline)
13. My Preacher's Daughter (con Adaline)
14. Coming Down (de Dum Dum Girls)